# Ośrodek Rekreacyjno-Wypoczynkowy „Bugla” w Katowicach
Ośrodek Rekreacyjno-Wypoczynkowy „Bugla” w Katowicach – pływalnia w Katowicach, położona przy ulicy Żeliwnej 26d na terenie dzielnicy Załęże. Na kompleks ten prócz basenów składają się także m.in. boiska sportowe i zaplecze, a zarządza nim Miejski Ośrodek Sportu i Rekreacji w Katowicach. 

## Historia

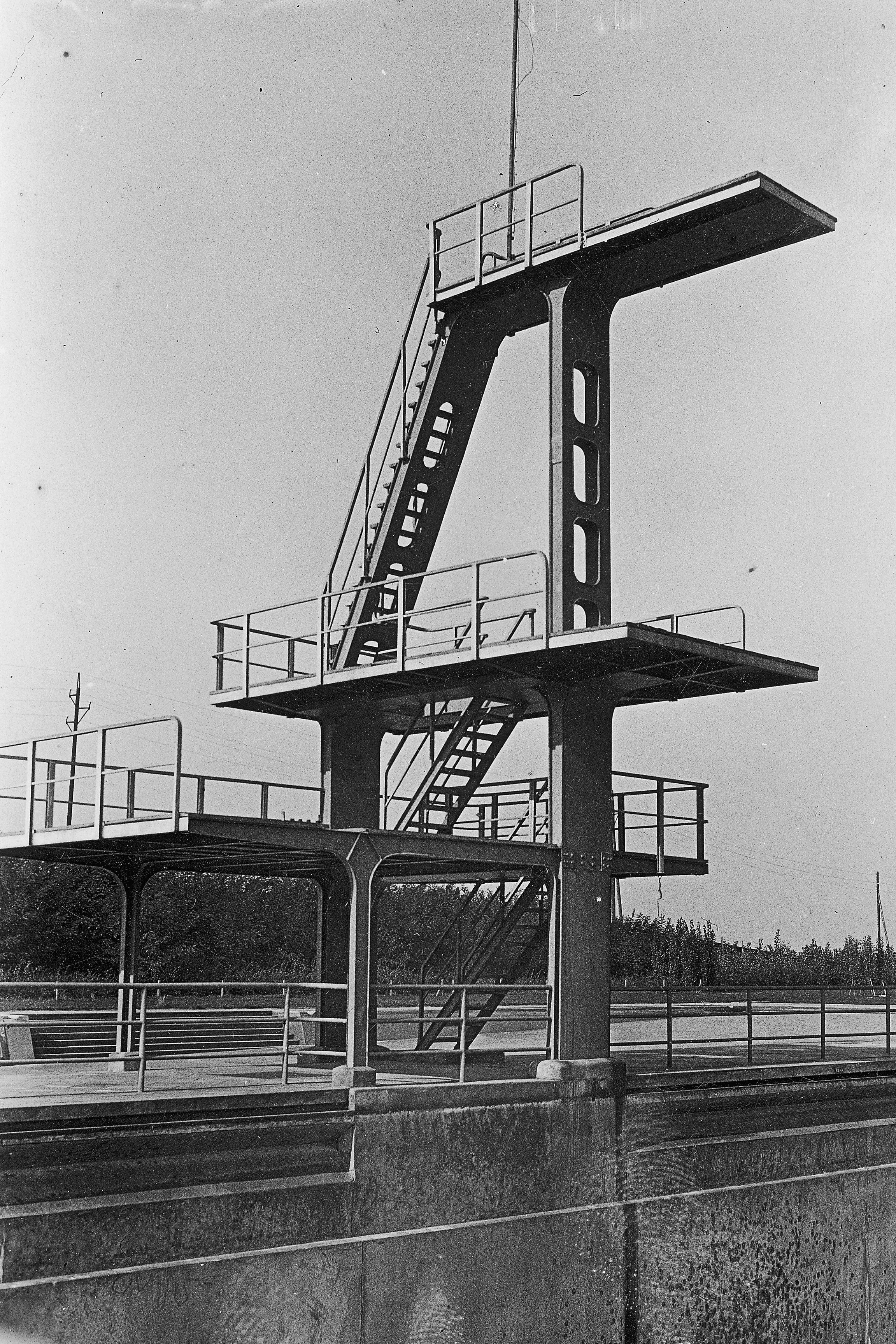
Skocznia basenowa na Bugli na zdjęciu z ok. 1936 roku

Pierwotnie teren późniejszego Ośrodka Rekreacyjno-Wypoczynkowego „Bugla” należał do spółki Georg von Giesches Erben, która od 1907 roku dzierżawiła go Edwardowi Bugli bądź też należał on do Bugli, który nie godził się na wykup swojej ziemi przez tę spółkę. Edward Bugla był restauratorem, który zarabiał na różnych przedsięwzięciach, a na Buglowiźnie prowadził wytwórnię lodu.
Pierwsze próby wykorzystania tego miejsca do celów rekreacyjnych pojawiły się w 1924 roku, kiedy to na rozlewisku stworzonym przez przepływający tędy potok Osiek (później skanalizowany i zachowany fragmentarycznie na północnym odcinku jako prawy dopływ Rawy) otwarto ślizgawkę. Rozlewisko latem wykorzystywane było do pływania łódkami,funkcjonowała przy nim także przystań kajakowo-wioślarska wzniesiona w latach 1928–1929.
Pierwsze kąpielisko na Buglowiźnie zostało oddane do użytku w 1927 roku. Był to wykopany w ziemi basen obłożony wokół deskami. Miał on długość 50 m i posiadał sześć torów.
Teren, na którym w ciągu kilku lat wzniesiono rozległy kompleks basenowy miasto Katowice pod koniec lat 20. XX wieku nabyło od Edwarda Bugli bądź w 1929 roku od spółki Giesche. Jego uroczyste otwarcie nastąpiło w 1933 roku pomimo nieukończenia do tego czasu wszystkich prac. Budowę w całości sfinalizowano w 1935 roku. W momencie otwarcia Bugla była największą w Polsce i drugą co do wielkości pływalnią w Europie Środkowej (po budapeszteńskim Palatinusie).
Katowicka pływalnia składała się z 10 basenów pływackich o łącznej powierzchni 1 tys. m², ze skoczniami (w tym 10-metrową, z której można było oddawać skoki z 10, 5, 3 i 1 m wysokości) trampolinami, zjeżdżalniami, zapleczem z natryskami i szatniami oraz boiskami sportowymi. Buglę, tak samo jak lodowisko Torkat, zaprojektował architekt miejski Lucjan Sikorski. Obiekt administrował Miejski Ośrodek Wychowania Fizycznego, a jego zbiorniki były zasilane wodą z kopalni „Wujek”.
W latach międzywojennych katowicka pływalnia cieszyła się dużą popularnością wśród mieszkańców, a w pierwszym sezonie jej funkcjonowania sprzedano prawie 43 tys. jednorazowych biletów wstępu i 101 miesięcznych. W 1930 roku pojawił się pomysł wprowadzenia osobnych godzin kąpieli dla mężczyzn i kobiet, który został potem zarzucony.
Pierwotnie dojście na Buglę było możliwe jedynie od strony ulicy Raciborskiej. W 1936 roku przebudowano główne wejście wraz z kasami biletowymi.
Prócz pływalni funkcjonowała tutaj restauracja, w której grały orkiestry, organizowano dancingi i inne wydarzenia rozrywkowe, a zimą na basenach urządzano ślizgawki. Restauracja została założona przez Ryszarda Kałużę 4 czerwca 1934 roku na terenie wydzierżawionym od firmy Giesche.
Na Bugli trenowały katowickie kluby sportowe oraz organizowano ogólnopolskie i międzynarodowe zawody sportowe. W 1936 roku rozegrano tutaj zawody pływaków i skoczków Polska – Stany Zjednoczone. Wystartowali wówczas m.in. medalista olimpijski Jack Medica i rekordzista świata Peter Fick. W czerwcu 1937 roku odbył się tutaj VIII Zlot Sokolstwa Polskiego. Trenowały tutaj sekcje pływackie klubów KS „Pogoń” Katowice, KS „Dąb” Katowice i EKS Katowice, a także organizowano lekcje pływania dla dzieci i młodzieży.
W 1938 roku obok kąpieliska wzniesiono strzelnicę Bractwa Kurkowego, uroczyście oddaną do użytku przez wojewodę śląskiego Michała Grażyńskiego.
W okresie niemieckiej okupacji Bugla była w latach 1941–1945 użytkowana przez Hitlerjugend, Wehrmacht i Gildię Strzelecką.
Renesans obiektu w okresie Polski Ludowej przypadł na lata 60. XX wieku. W 1956 roku Bugla nosiła nazwę „Kąpielisko Otwarte Buglowizna” i znajdowała się przy ówczesnej ulicy gen. K. Świerczewskiego (późniejsza ulica Raciborska). W 1970 roku określano to miejsce jako pływalnię otwartą przy ulicy gen. K. Świerczewskiego, wówczas znajdowała się pod opieką Zarządu Zieleni Miejskiej w Katowicach.
W 2001 roku rozebrano na Bugli ostatnią skocznię basenową powstałą w latach międzywojennych. W 2009–2011 roku pływalnię poddano trzyetapowej przebudowie, a prace modernizacyjne kosztowały łącznie 12 mln zł.

## Charakterystyka
Ośrodek Rekreacyjno-Wypoczynkowy „Bugla” znajduje się przy ulicy Żeliwnej 26d w Katowicach, na terenie dzielnicy Załęże. Jest to największa pływalnia w mieście, a składa się ona z następujących obiektów:
- Basen rekreacyjny – o wymiarach 22×26 m i głębokości 1,0−1,4 m; z ławką z hydromasażem, gejzerami, zjeżdżalnią rodzinną i zjeżdżalnią rurową,
- Basen mały – o wymiarach 24×11,5 m i głębokości 1,2−1,6 m; z ławką z hydromasażem i gejzerami,
- Basen sportowy – o wymiarach 50×25 m i głębokości 1,6−2,3 m,
- Brodzik – basen o kształcie koła o głębokości 0,25−0,35 m, przeznaczony dla dzieci w wieku 3−7 lat,
- Jacuzzi – basen w kształcie koła o głębokości 0,9 m; na 70 osób,
- Boisko piłkarskie – o wymiarach 61×30 m, o nawierzchni z syntetycznej trawy, z oświetleniem,
- Boisko wielofunkcyjne – o wymiarach 23×19 cm, o nawierzchni poliuretanowej, z oświetleniem,
- Boisko plażowe do piłki nożnej i siatkówki, betonowe stoły do ping-ponga, betonowy stół do szachów i siłownia zewnętrzna,
- Szatnie, przebieralnie, toalety oraz parkingi samochodowe i rowerowe.

Dodatkowo działa tutaj wypożyczalnia leżaków i sprzętu sportowego, a w sezonie także obiekty gastronomiczne.
Ośrodek Rekreacyjno-Wypoczynkowy „Bugla” jest w zarządzie Miejskiego Ośrodka Sportu i Rekreacji w Katowicach. W sezonie letnim frekwencja na Bugli wynosi ok. 6,5−7,0 tys. osób dziennie.